# Sonderabzeichen des Amtschefs des ungarischen Luftwesens
Das Sonderabzeichen des Amtschefs des ungarischen Luftwesens war eine Tätigkeitsauszeichnung der 1938 neu gegründeten Luftstreitkräfte des Königreiches Ungarn unter dem  Reichsverweser und Staatsoberhaupt Miklós Horthy. Allerdings wurde dieses Tätigkeitsabzeichen bereits 1931 eingeführt und dann bis 1937 getragen.

## Aussehen und Trageweise
Das Sonderabzeichen gleicht in seinem Aussehen und der Beschaffenheit dem Ungarischen Flugzeugführer Abzeichen, allerdings mit dem Unterschied, dass die goldgestickte Stephanskrone sowie Teile des ebenfalls goldgestickten Adlers von einem 30 mm durchmessenden Lorbeerkranz umschlossen werden, der an seinem unteren Ende eine stilisierte Schleife zeigt. Bemerkenswert ist die Ähnlichkeit zum Flugzeugführerabzeichen, obwohl der Chef des ungarischen Luftwesens in der Regel kein Flugzeugführer oder Pilot war. Getragen wurde das Sonderabzeichen auf der rechten Brusttasche.